# Cesare Nebbia
Cesare Nebbia (* 1536; † 1614) war ein italienischer Maler und Zeichner des römischen Manierismus. 

## Schaffensperiode
Cesare Nebbia ging bei Girolamo Muziano in die Lehre, unter dessen Anleitung er an der Ausmalung des Domes in Orvieto tätig war. Er arbeitete dann in Orvieto und Rom im Dienste der Päpste Gregor XIII., Sixtus V. und Clemens VIII. Seine Fresken, Gemälden und Zeichnungen entstanden in der Hauptsache zwischen 1560 und 1610, eine Periode des Übergangs der Hochrenaissance in den Barock.

## Werke (Auswahl)

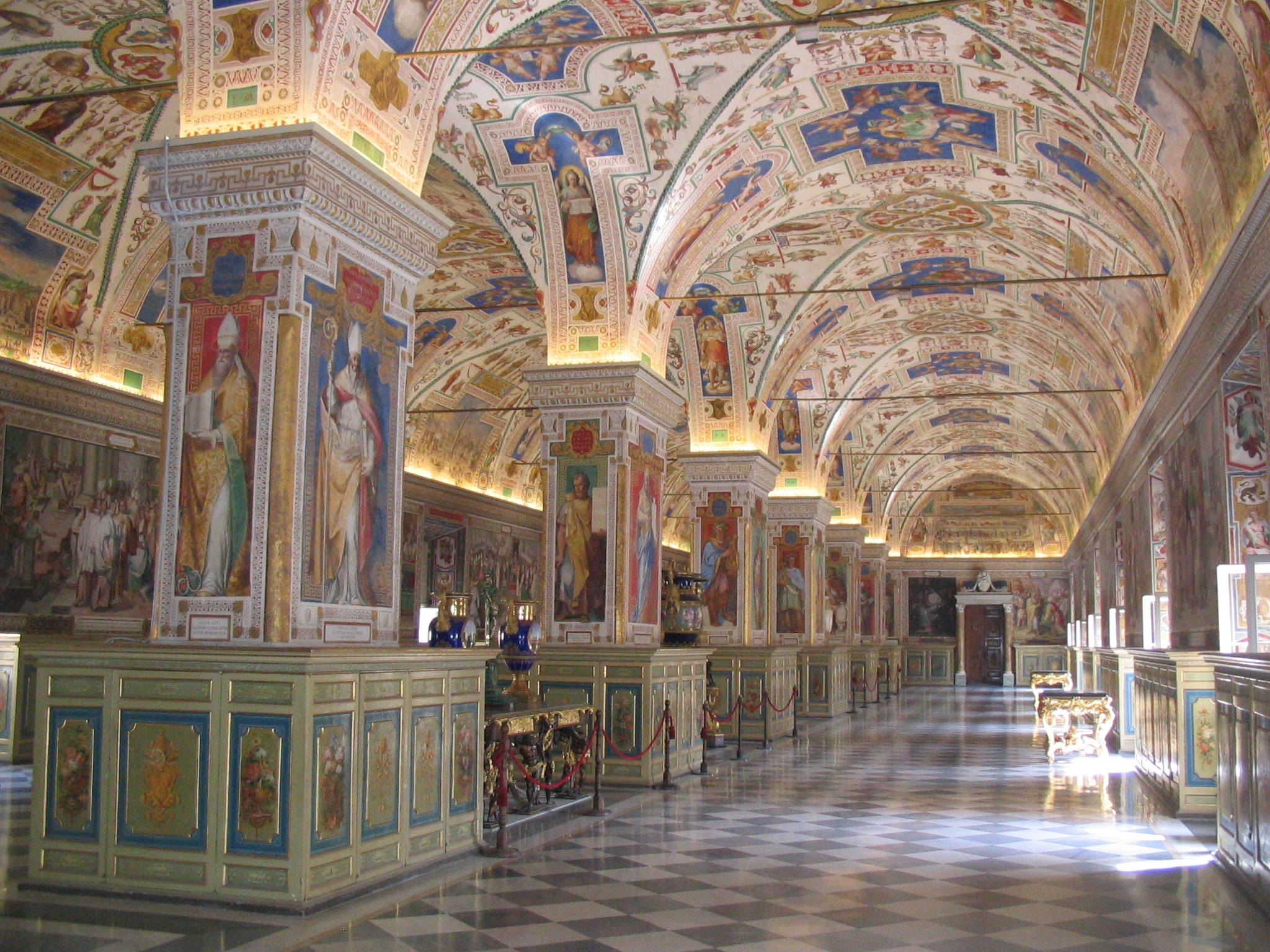
Vatikanische Apostolische Bibliothek, Ansicht des Salone Sistino

- Hochzeit von Kanaa, 1569. Orvieto, Dommuseum (Opera del Duomo)
- Biblische Szenen mit Noah und Moses, Wandmalerei 1571. Tivoli, Villa d’Este
- Kreuzigung, 1574 und Dornenkrönung, 1575. Orvieto, Dommuseum (Opera del Duomo)
- Auferweckung des Lazarus, 1576. Pieve, Kirche Santa Maria dei Servi.
- Jesus im Garten (Noli me tangere),  1579. Rom, Madgdalena-Kapelle, Kirche , Santa Maria degli Angeli
- Martyrium des Heiligen Laurentius, 1589. Rom, Kirche Santa Susanna
- 1582. Fresken in der Sforza-Kapelle, Rom, Kirche Santa Maria Maggiore
- Traum des Konstantin, 1600. Rom, Kirche San Giovanni in Laterano
- Salone Sistino, Fresken in der Vatikanischen Bibliothek. Rom, Vatikanpalast (mit Giovanni Guerra)
- Geschichten der Jungfrau, musizierende Engel und die Kindheit Jesu (1585–1614) in der Santa Maria sopra Minerva in Rom
- Aus dem Leben des Karl Borromäus, 1603 bis 1604. Pavia, Collegio Borromeo (mit Federico Zuccaro)

Cesare Nebbia werden auch 250 Zeichnungen zugeschrieben, von denen ca. 100 dokumentarisch als aus seiner Hand belegt werden können.